# Buraq

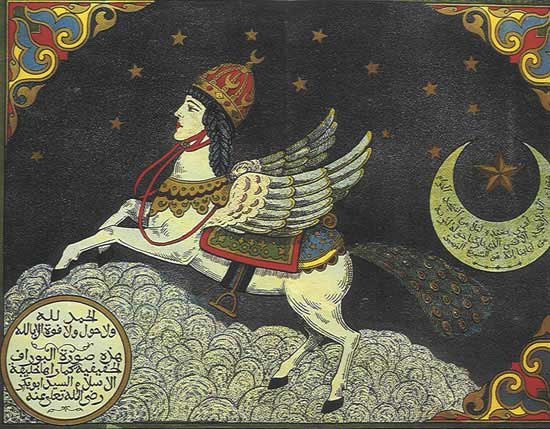
Buraq, pintura mogola del.

Buraq (en árabe: البُرَاق‎, romanizado: al-burāq, lit. 'relámpago, rayo, luz cegadora o blancura cegadora') es un equino mitológico, que aparece en la tradición islámica. Según la misma, Buraq fue quien trasladó a Mahoma de la Tierra al Cielo y de regreso durante el Isra' y el Mi'raj (viaje nocturno), episodio mencionado en uno de los capítulos del Corán. Sin embargo, ningún hadiz o texto temprano aluden a un rostro humanoide, tan solo a un "corcel hermoso" mayor que un burro y menor que una mula, descripción que probablemente se malinterpretó al traducirse al persa, extendiendo en el arte islámico persa e indio la figura con un bello rostro femenino. Las descripciones tampoco aclaran el sexo de la criatura, tradicionalmente descrito en masculino, los textos a partir del siglo XIX lo han hecho en femenino, también se ha sostenido que sencillamente no tendría género.

## El viaje al séptimo Cielo
El relato musulmán cuenta que diez años después de convertirse Mahoma en profeta, estaba en La Meca en casa de su primo, haciendo su quinta oración y después de eso se fue a orar a la Masjid Al-Haram, la mezquita de la Kaaba. Entonces, el ángel Gabriel se presentó ante él.
Antes que nada, le abrió el pecho y le sacó el corazón y lo limpió con agua bendita. Después de eso, Gabriel le regresó su corazón sin ninguna herida, y llamó a Buraq, que llegó para que Mahoma lo montara. En compañía de Gabriel, viajaron a la «más lejana mezquita» (Jerusalén) extremadamente rápido. Cuando llegaron, Mahoma entró con Gabriel y asistieron a la oración en la imprecisa mezquita Tahiyyatul, que se identificó después con la mezquita de al-Aqsa.
Luego ellos ascendieron al primer Cielo y al siguiente y así sucesivamente, hasta el séptimo y más elevado, donde Gabriel dejó a Mahoma con los otros profetas antes de continuar hasta Sidratul Muntaha para conocer a Dios. Aunque estaba muy cerca de Dios, no vio su cara. Dios mostró a Mahoma luego unas terribles escenas del infierno y el dolor de los castigos. Al finalizar, Mahoma bajó de nuevo a la Tierra y continuó su predicación.